# Vard (varvsföretag)

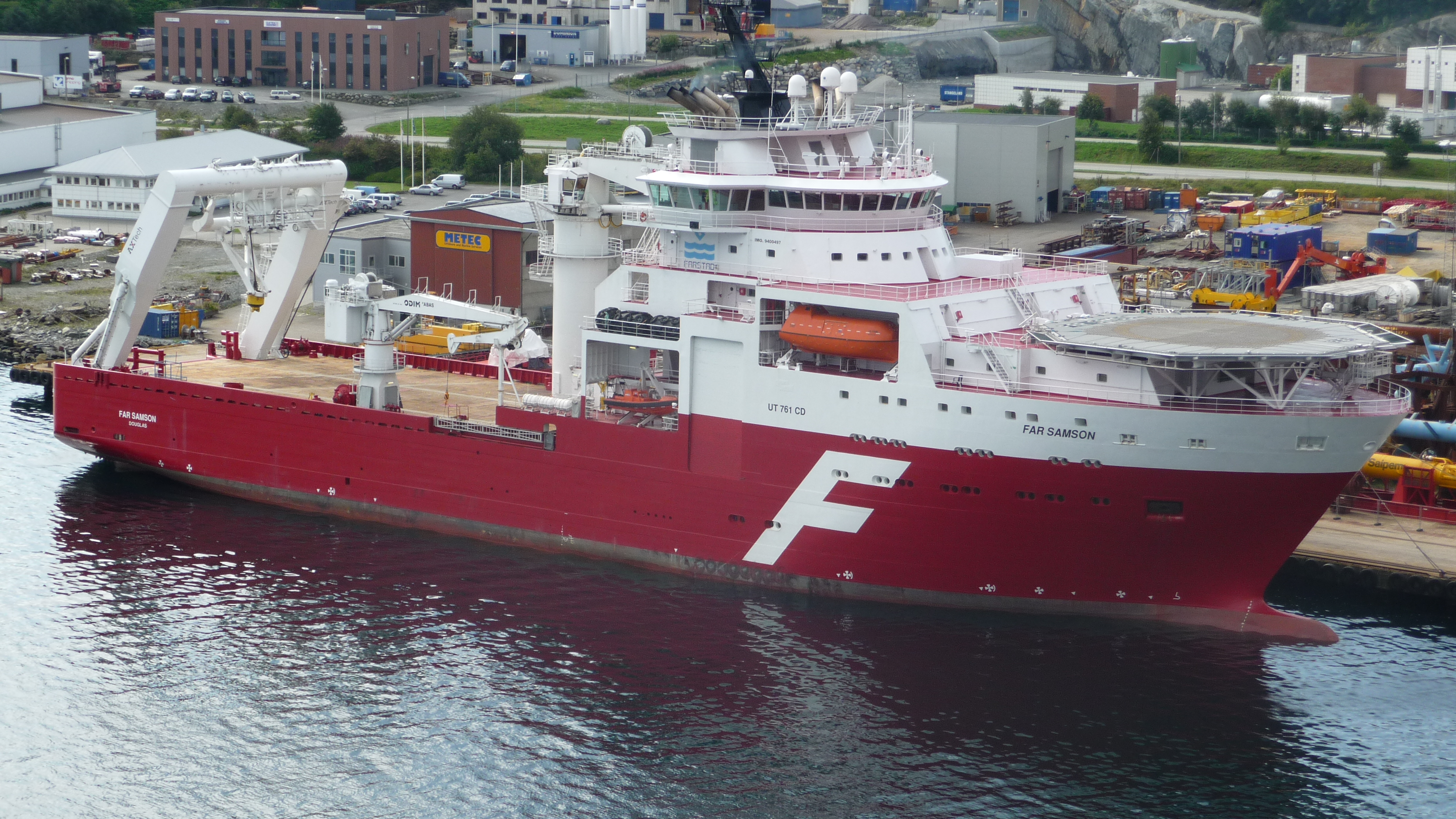
Ankarläggningsfartyget Far Samson, byggt på Langsten Verft

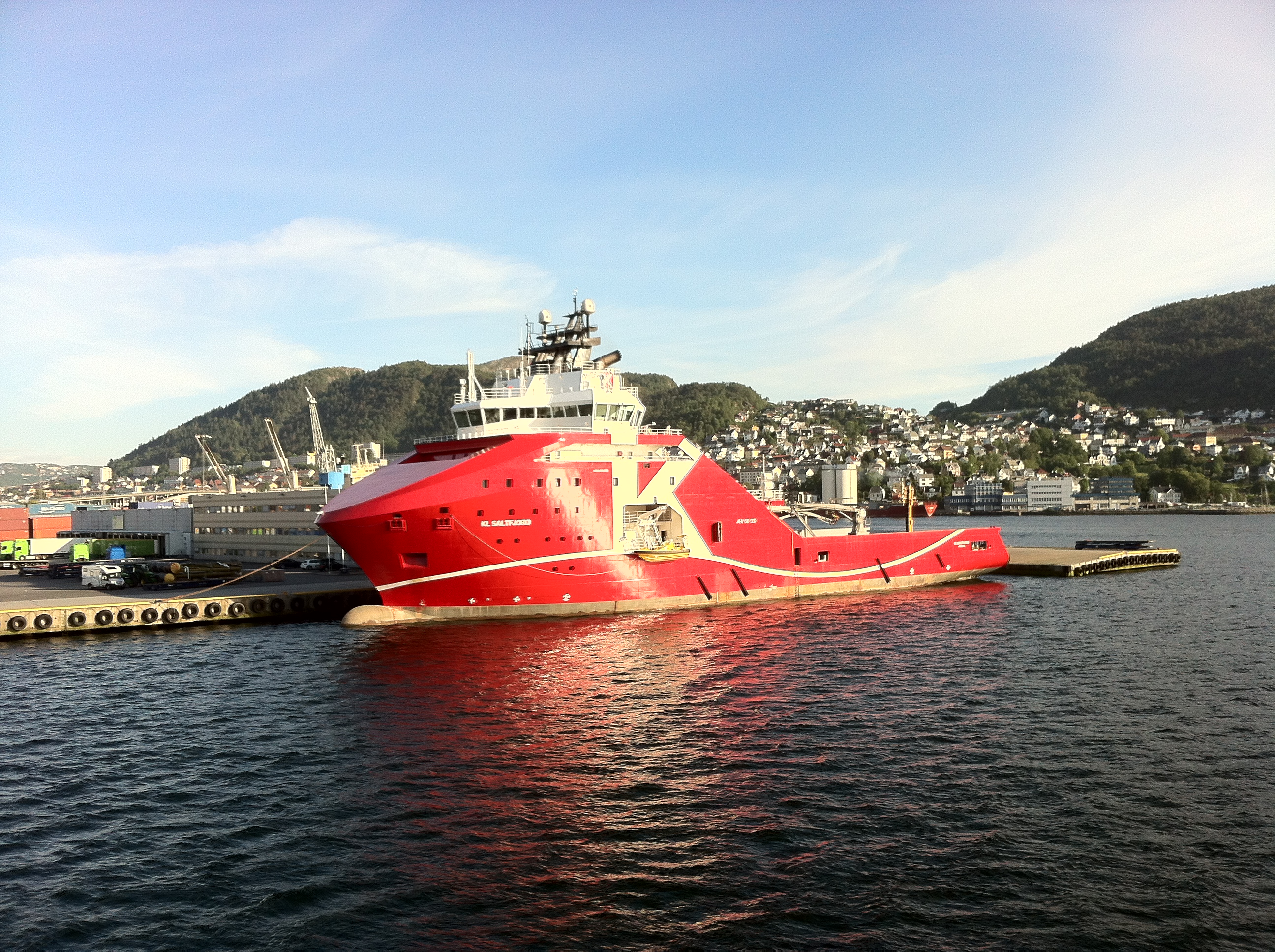
KL Saltfjord, byggt 2010 av Langsten Verft

Vard Group AS är en på börsen i Singapore noterad skeppsvarvsgrupp med huvudkontor i Ålesund i Norge, som ingår i den italienska varvsgruppen Fincantieri.  
Vard driver fem skeppsvarv i Norge, ett i Brasilien, två i Rumänien och ett i Vietnam. De norska varven är Vard Aukra, Vard Brattvaag, Vard Brevik, Vard Langsten och Vard Søviknes.

## Historik
Vard grundades 1998 som Aker Yards. Företaget köptes av STX Europe 2008. Delar av dåvarande kvarstående delar av det krisdrabbade STX Europe avknoppades 2010 och börsnoterades som STX OSV. Den italienska varvsgruppen Fincantieri köpte aktiemajoriteten 2013 och döpte om företaget till Vard.
Varvsgruppen är specialiserad på att projektera och bygga underhållsfartyg för offshoreindustrin, till exempel plattformsunderhållsfartyg, ankarhanteringsfartyg och byggfartyg för offshorekonstruktioner.

## Produktionsorter
- Vard Aukra, Aukra, Norge
- Vard Brattvaag, Brattvåg, Harams kommun, Norge
- Vard Brevik, Brevik, Norge
- Vard Langsten, Tomrefjord, Norge
- Vard Søviknes, Søvik, Harams kommun, Norge
- Vard Promar, Ipojuca, Pernambuco, Brasilien
- Vard Braila, Brăila, Rumänien
- Vard Tulcea, Tulcea, Rumänien
- Vard Vung Tau, Vũng Tàu, Vietnam